# Pula Macaco
Pula Macaco foi um jogo fabricado pela Estrela durante as décadas de 1980 e 1990, sendo recomendado para crianças de 5 a 7 anos de idade.

## Objetivo
O jogo possui uma árvore com galhos perfurados e macacos cujos braços e mãos são ganchos. Cada participante deve pendurar o macaco num dos galhos da árvore através de um lançador que é igual a uma catapulta. O participante que conseguir pendurar uma quantidade maior de macacos na árvore é o ganhador e durante a disputa, o jogador que derrubar a árvore ou macacos do oponente, pode ser advertido ou até eliminado.
O jogo preza pela habilidade de seus participante como a coordenação, atenção e o controle motor. Estes quesitos eram criticados por educadores para a faixa etária recomendada para o jogo.